# Cantón de Creil-Nogent-sur-Oise
El cantón de Creil-Nogent-sur-Oise era una división administrativa francesa, que estaba situada en el departamento de Oise y la región de Picardía.

## Composición
El cantón estaba formado por dos comunas, más una fracción de la comuna que le daba su nombre:
- Creil (fracción)
- Nogent-sur-Oise
- Villers-Saint-Paul

## Supresión del cantón de Creil-Nogent-sur-Oise
En aplicación del Decreto n.º 2014-196 de 20 de febrero de 2014, el cantón de Creil-Nogent-sur-Oise fue suprimido el 22 de marzo de 2015 y sus 3 comunas pasaron a formar parte; dos del nuevo cantón de Nogent-sur-Oise y uno del nuevo cantón de Creil.